# Championnat de France de Nationale 2 de volley-ball masculin
Le Championnat de France de Nationale 2 masculine (4e niveau national en volley-ball) se dispute depuis 1952. D'abord 2e niveau national, il est devenu le 3e puis le 4e après les créations de la Nationale 1B (futur ligue B) et de la Nationale 1. Depuis la saison 2023-2024, il est composé de 4 poules de 11 clubs. Les 4 équipes classées 1ère de leur poule sont promues en Nationale 1 et participent au Final Four, qui attribue le titre de champion de France de Nationale 2 masculine. Les 10e et 11e de chaque poule sont quant à eux relégués en Nationale 3.

## Palmarès
- 1955 : CSM Clamart
- 1956 : AS Russe
- 1966 : CO Joinville
- 1968 : Stade marseillais UC
- 1972 : Stade français
- 1973 : Rennes EC
- 1974 : Asnières sports
- 1975 : CSM Clamart
- 1976 : AS Cannes
- 1977 : Arago de Sète
- 1978 : CASG Paris
- 1980 : ASUL Lyon
- 1981 : RC France
- 1982 : CASG Paris
- 1986 : RC Strasbourg
- 1987 :
- 1988 : Véloce vannetais
- 1989 :
- 1990 : Avignon VB
- 1991 : SAS Épinal
- 1992 :
- 1993 :
- 1994 : Toulouse UC
- 1995 : Saint-Nazaire VB
- 1996 : CASO Nanterre
- 1997 : Asnières Volley 92
- 1998 : AS Monaco
- 1999 : ASUL Lyon
- 2000 : LISP Calais
- 2001 : Joué-lès-Tours VB
- 2002 : Aix-en-Provence UC
- 2003 : Maizières-Metz AC
- 2004 : CNVB
- 2005 : ASP Villeneuve-d'Ascq Métropole
- 2006 : Castres VBC
- 2007 : AS Orange Nassau
- 2008 : LISP Calais
- 2009 : Agde-Marseillan VB
- 2010 : Beauvais OUC II
- 2011 : VVBC Les Herbiers
- 2012 : Castres-Massaguel VB
- 2013 : Amiens MVB
- 2014 : AMSL Fréjus
- 2015 : Nice VB
- 2016 : Mende VL
- 2017 : ASS Tampon Gecko Volley
- 2018 : Arago de Sète 2
- 2019 : LISP Calais
- 2020 : Non attribué en raison de la pandémie de Covid-19[1]
- 2021 : Non attribué en raison de la pandémie de Covid-19
- 2022 : AS Cannes
- 2023 : VB Arles
- 2024 : Grenoble VUC
- 2025 : Volley Club Creutzwald

## Saison actuelle (2024-2025)
La composition des poules pour la saison 2024-2025 est la suivante :
| Groupe A - Volley Club Hyères/Pierrefeu - Lescar Promotion Volley-Ball - Aix Université Club 13 Volley-Ball - Marseille Volley 13 - US Pontet Volley Avenir - AS Monaco Volley - JSA Bordeaux - Sport Athlétique Mérignacais - C.A. Brive / Correze Volley - Agde Marseillan Volley-Ball - Marignane Volley-Ball | Groupe B - Asnières Volley 92 - C'Chartres Volley - AC Boulogne-Billancourt - ASPTT Laval - Volley-Ball Pexinois Niort - Saint Avertin Sports - Saint-Renan Iroise Volley - Volley Club Plaisir-Villepreux - ASB Rezé - AS. SP de Sartrouville - Angers SCO VB | Groupe C - Volley Club Bellaing Porte du Hainaut - Sporting Club Paris Volley - Conflans-Andresy-Jouy VB (rés.) - Club Espace Sportif de Sucy - Paris Amicale Camou - Loisirs Inter Sport Saint-Pierre Calais (rés.) - St Michel Sports Marquette - Amicale Laïque de Caudry (rés.) - VGA Saint-Maur - Dunkerque GLVB - Harnes Volley-Ball (rés.) |

| Groupe D - Maizières Athletic Club - Strasbourg Université Club - VB Sennecey Le Grand Canton - VB Villefranche Beaujolais - Volley Club Creutzwald - US Mulhouse - Besançon Volley-Ball - US St Egrevoise - Club Athlétique de St-Étienne - Reims Volley 51 (rés.) - Strasbourg Volley-Ball |